# Oblivion Dust
Oblivion Dust (オブリヴィオン・ダスト) es una banda japonesa de rock alternativo, que surgió en 1996. Su primera formación estaba compuesta Ken Lloyd en Voz/Guitarra, K.A.Z. en la guitarra (también miembro de Hide with the Spread Beaver), Matt Garret en el bajo, y Taka Motomura en la batería.

## Historia
Oblivion Dust era una banda muy diferente y única en la escena alternativa japonesa. Su vocalista y compositor Ken Lloyd es mitad británico/japonés, lo que les daba una ventaja sobre la mayoría de los artistas japoneses que intentan usar Inglés en sus canciones, Ken tiene un muy buen inglés. El hecho de hacer casi todas sus canciones en inglés, al principio les hizo vender muy poco en Japón, pero poco a poco se hicieron oír tanto dentro como fuera de Japón.
Gracias a ser "apadrinados" por Hide y por Ray McVeigh (zilch), Oblivion Dust pudo firmar con un gran sello Avex. Lanzaron su primer sencillo, Sucker, en enero de 1997. Este sencillo tenía una versión en japonés, y dos versiones en inglés. Esto fue igual con sus siguientes dos singles, Numb y Falling.
En junio lanzaron su primer álbum, Looking for Elvis. Ese año también hicieron algunos viajes a la costa oeste de los Estados Unidos, principalmente las cercanías de L.A.
Como sus primeros trabajos no alcanzaron gran fama, el bajista Matt Garret sale del grupo y es sustituido por Jer Koozie, un conocido de McVeigh y Taka, con quien hicieron algunos conciertos promocionales. Desafortunadamente Jer Koozie dejó la banda para volver a L.A., él fue reemplazado más tarde por Rikiji Masuda que llegó al momento del lanzamiento del segundo álbum, Misery Days. 
Después sale del grupo el baterista Taka Motomura y es sustituido por Souta Oofuruton. Más tarde lanzan el sencillo Blurred. Blurred también tenía versión en inglés y en japonés, más las versiones acústicas de dos pistas de Misery Days.
Luego en 1999 lanzaron el sencillo You. Esta canción era diferente a todas la anteriores, era rápida y dura. Lanzaron dos singles más ese año, Goodbye y Crazy. Estos sólo tuvieron versiones en japonés.
En diciembre de 1999 lanzaron su tercer álbum Reborn. El álbum tuvo la agresión dura de You, No medication, y Girlie Boy Imitatión #6, el pop de Sugar Free y Plastic Wings, y las baladas lentas de Alien y Your Yesterday. Era su álbum más complejo y original.
Consiguieron ser un poco más populares, y fueron elegidos para hacer una canción para la versión japonesa de "Misión: Imposible 2" con la canción S.O.S. Después de ese lanzamiento en mayo de 2000, pasó a ser el B-Side de su sencillo Forever. En el verano de ese año ellos lanzaron Designer Fetus el cual está completamente en inglés.
Ese año ellos también habían hecho un tour: fases, cada concierto para una fase diferente (el álbum diferente). Ellos tenían un Elvis en vivo, Misery en vivo, Reborn en vivo, entonces en diciembre de ese año ellos lanzaron Butterfly head, el que era su 4.º álbum, en el cual son un poco más pop pero guardando mucho de su pasado. El álbum tuvo un cantor invitado sobre la canción No regrets, AD de la banda americana FAT. Luego, Rikiji Masuda deja la banda, y ellos consiguen nuevo guitarrista, Masaru. luego de esto a mediados del 2001 Oblivion Dust se desbanda. Todos los miembros seguirían trabajando en torno a la música, destacando Ken Lloyd que formaría junto a Inoran (ex-Luna Sea) la banda Fake? y K.A.Z. que formaría el grupo SPIN AQUA con Anna Tsuchiya, para luego formar junto a HYDE la banda VAMPS.
En septiembre de 2007, Ken Lloyd, K.A.Z. y RIKIJI se reúnen en 2 conciertos llamados RESURRECTED donde anuncian un nuevo álbum para enero de 2008.

## Discografía

### Álbumes
- Looking for Elvis (1997)
- Misery Days (1998)
- Reborn (1999)
- Butterfly Head (2000)
- Radio Songs (2001)
- Oblivion Dust (2008)
- 9 Gates for Bipolar (2012)

### Miniálbumes
- Dirt (2016)
- Shadows (2022)

### Singles
- Sucker (1997)
- Numb (1997)
- Falling (1997)
- Therapy (1998)
- Trust (1998)
- Blurred (8/12 cm) (1999)
- You (1999)
- Goodbye (1999)
- Crazy (1999)
- Forever (2000)
- Designer Fetus (2000)
- Girl in Mono/Bed of Roses (2008)
- Tune (2011)

### Digital Download
- Haze (December 26, 2007)
- When You Say (January 02, 2008)
- Never Ending (January 09, 2008)

### DVD
- Overdose (concert) (March 27, 2000)
- Oblivion Dust The DVD (music videos) (September 19, 2001)

### VHS
- Overdose (concert) (October 27, 1999)
- Oblivion Dust - The Video (music videos) (July 12, 2000)

### Extras
- Hide Tribute Spirits (#12 "Genkai Haretsu") (May 1, 1999)
- Mission: Impossible II soundtrack (#18 "S.O.S") (May 31, 2000)
- Oblivion Dust single collections (11 singles CD + 1 live CD) (December 27, 2001)

### Limited Items
- Video Therapy (VHS for whose attended at Hibiya in April 3, 1999)
- Dear embryo (CD for their fanclub in September 1999)
- Free Sample Edit (CD for whose bought the single "Forever" in its first edition in July 12, 2000)
- Forever -English version- (CD for whose attended at Tokyo Bay NK Hall in December 23, 2000)
- Oblivion Dust Last Two Nights "Thank You & Goodbye" (VHS sold out to whose did pre-order in late 2001)

## Sitios
- Official website
- Facebook Oficial
- Twitter Oficial
- Official Myspace
- A shrine for Oblivion Dust
- TASTE MAXIMUM community

- Datos: Q927409